# Comuna Musiivka, Milove
Musiivka (în ucraineană Мусіївка) este o comună în raionul Milove, regiunea Luhansk, Ucraina, formată din satele Kîrnosove și Musiivka (reședința).

## Demografie
Componența lingvistică a comunei Musiivka
     Ucraineană (86,72%)
     Rusă (8,78%)
     Alte limbi (0,53%)
Conform recensământului din 2001, majoritatea populației comunei Musiivka era vorbitoare de ucraineană (86,72%), existând în minoritate și vorbitori de rusă (8,78%).